# Speocirolana zumbadora
Speocirolana zumbadora is een pissebed uit de familie Cirolanidae. De wetenschappelijke naam van de soort is voor het eerst geldig gepubliceerd in 1998 door Botosaneanu, Iliffe & Hendrickson.